# Aptosimum pumilum
Aptosimum pumilum är en flenörtsväxtart som först beskrevs av Ferdinand von Hochstetter, och fick sitt nu gällande namn av George Bentham. Aptosimum pumilum ingår i släktet Aptosimum och familjen flenörtsväxter. Inga underarter finns listade i Catalogue of Life.